# Сольфатари

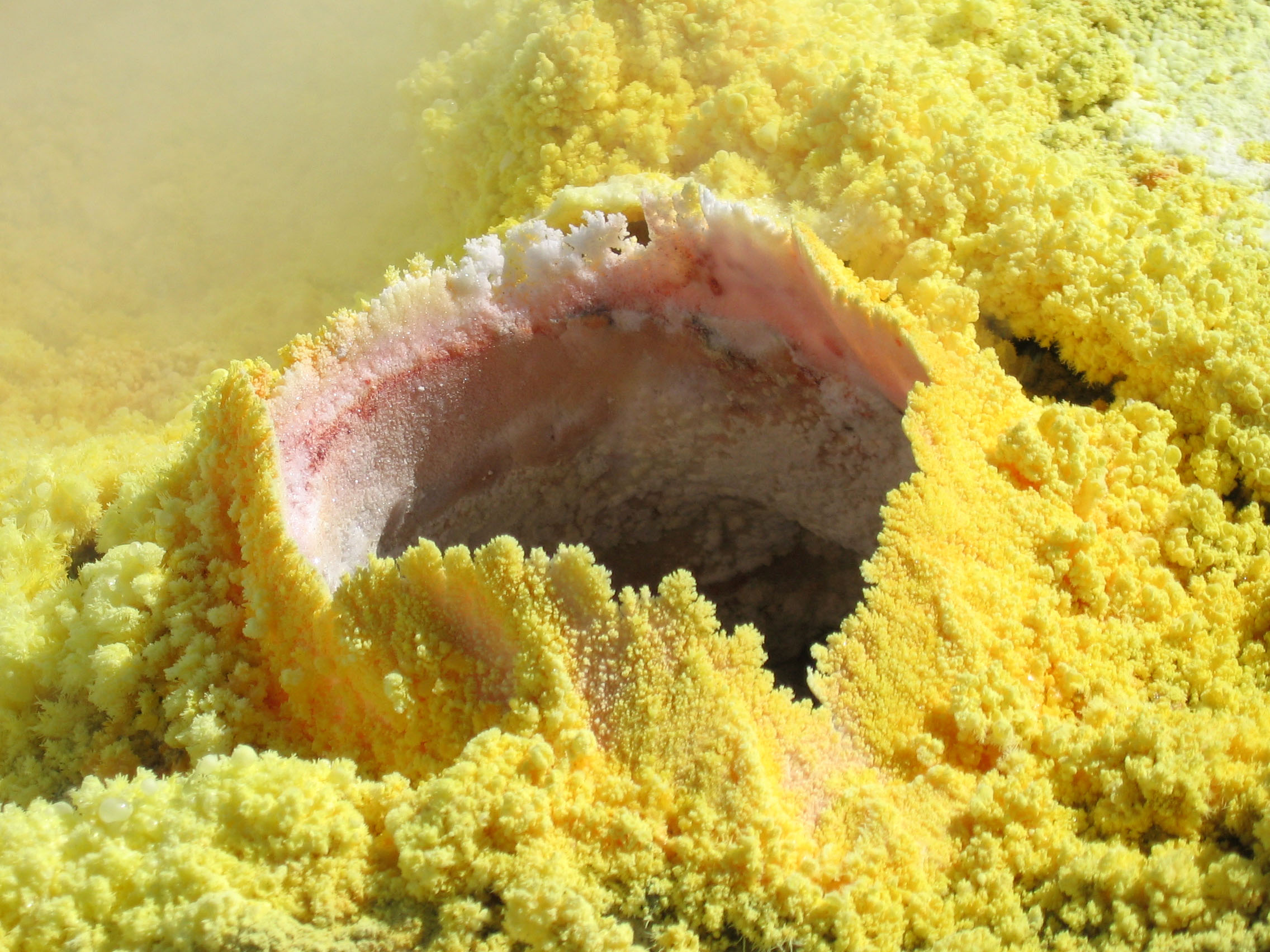
Сірчиста фумарола (сольфатар) на Вулькано

Сольфатари (італ. zolfo — сірка) — джерела пари, яка містить сірководень або сірчистий газ температурою від 90 до 300 ° С, широко розповсюджені у вулканічній області. Деякі С. виділяють сірку в промислових кількостях. Синонім: Фумароли сірчисті.
Сольфатари — термальні струмені сірчистого газу і сірководню з домішкою пари води, вуглекислого та ін. газів, які виділяються з дрібних каналів і тріщин у кратері і на схилах вулканів, з лавових і пірокластичних потоків, у зонах глибинних розломів.

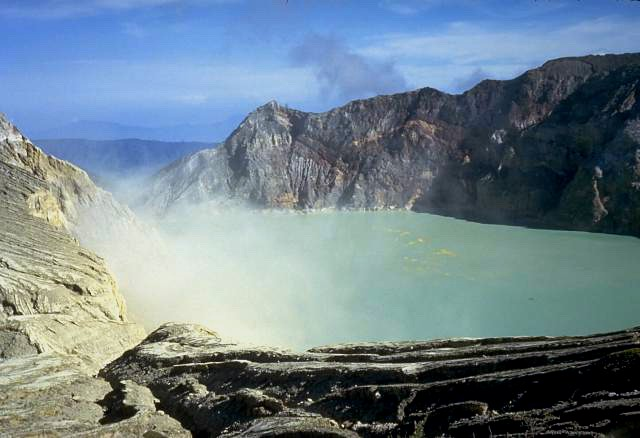
Сольфатари вулкану Іджен, Індонезія
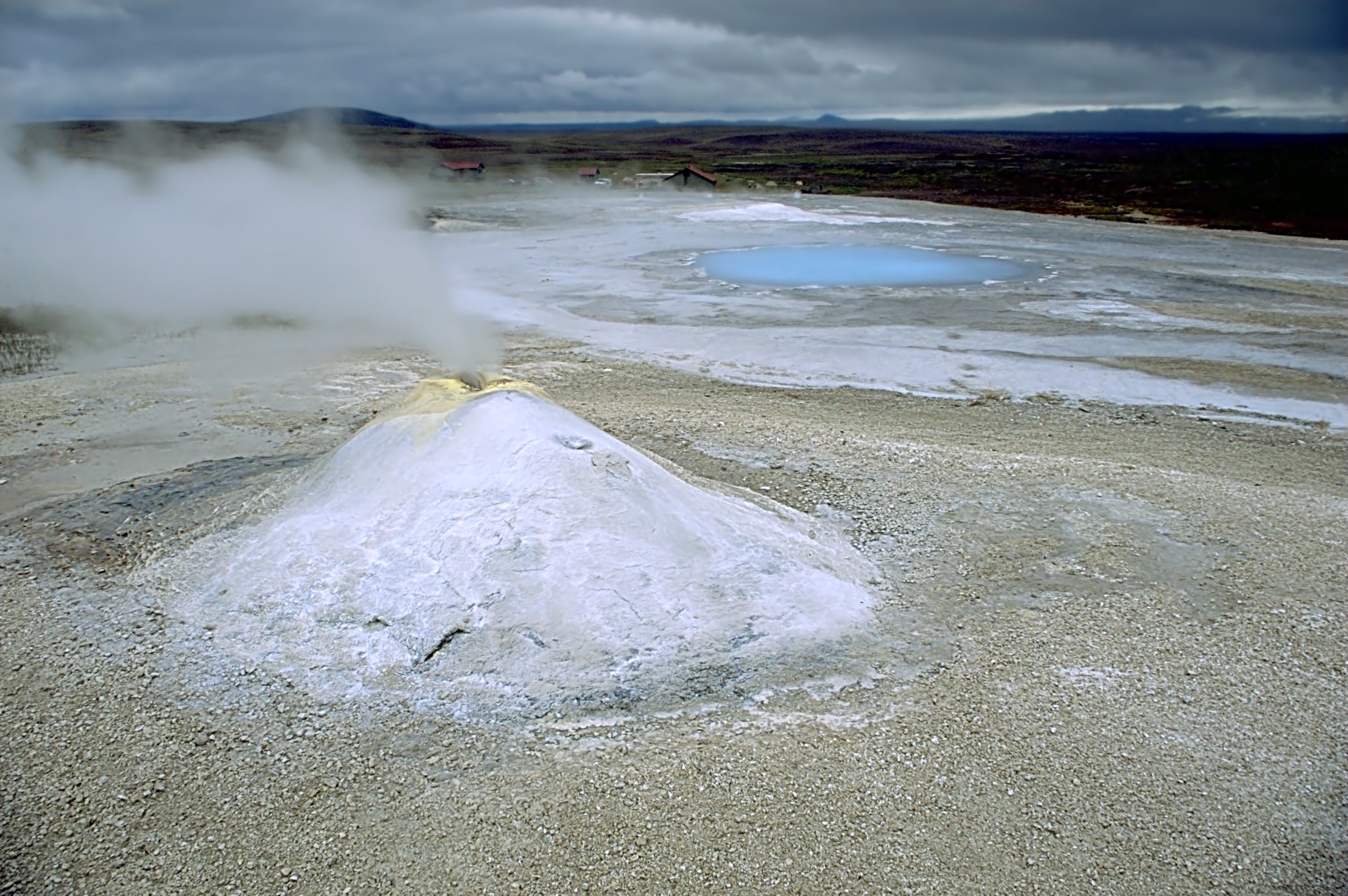
Геотермальний район Гверавеллір (Hveravellir), Ісландія
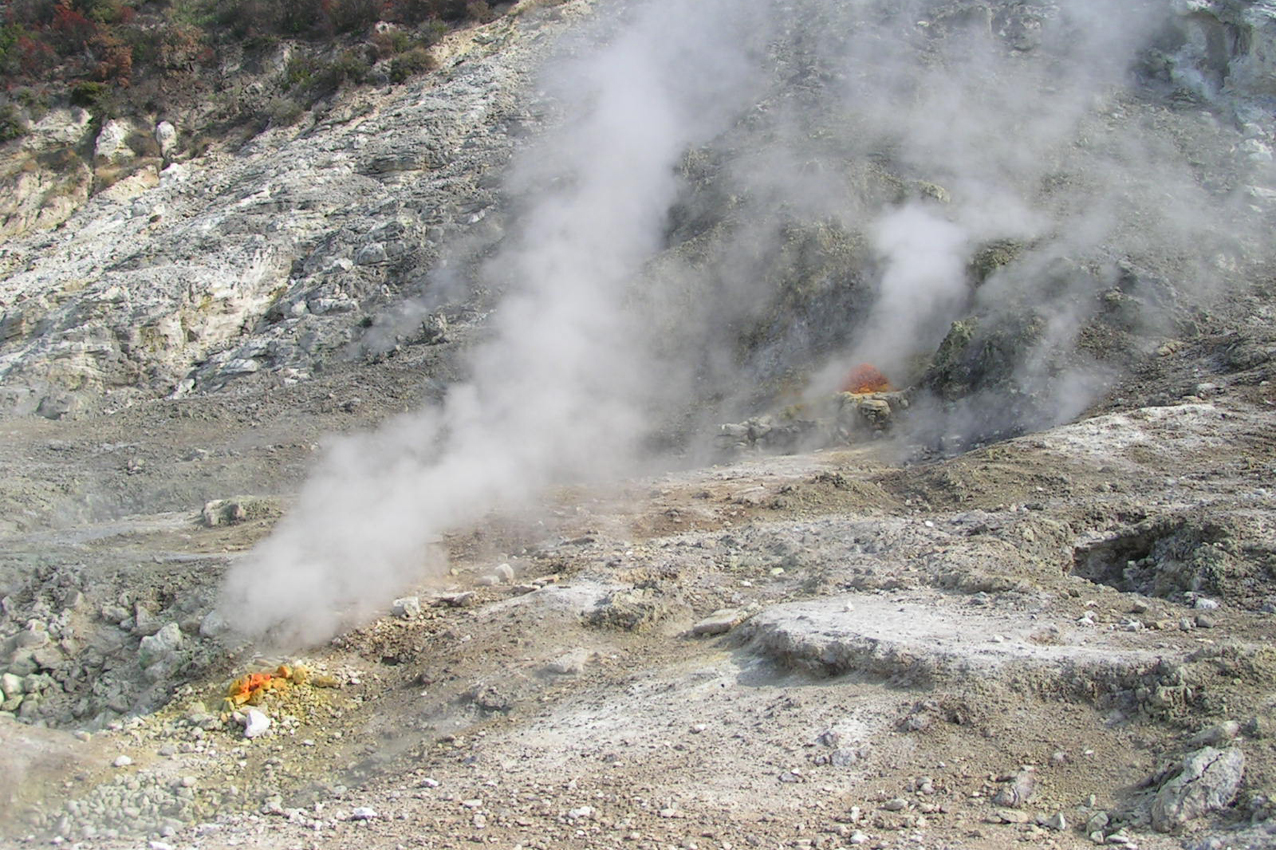
Сольфатари в Поццуолі, Італія